# Higašikurume
Higašikurume (japonsky 東久留米市) je město v prefektuře Tokio v Japonsku. K roku 2018 v něm žilo přibližně 116 tisíc obyvatel.

## Poloha
Higašikurume leží v oblasti Kantó na jihovýchodě ostrova Honšú. Je položeno západně od centra Tokia a severně od Mitaky. Na severu hraničí s Niizou v prefektuře Saitama, zbylé hranice jsou s městy v prefektuře Tokio: Na jihovýchodě s Nišitókjó, na jihu s Kodairou, na západě s Higašimurajamou a na severozápadě s Kijose.

## Dějiny
Jako město vzniklo Higašikurume 1. října 1970.

### Rodáci
- Ken Akamacu (* 1968), kreslíř mangy